# Alfred Hansen (skolemand)
 Der er flere personer med dette navn, se Alfred Hansen.
Carl Alfred Hansen (født 2. december 1890 i Aarhus, død 28. marts 1944) var forstander for Odense Seminarium.
Alfred Hansen var søn af politibetjent Carl Johan Hansen og hustru Birthe Kathrine, født Andersen, i Aarhus.
Efter præliminæreksamen kom Alfred Hansen på Odense Seminarium, hvor han tog lærereksamen i 1911. Samme år fik han ansættelse som lærer ved seminariets børneskole, og i 1915 blev han lærer ved selve seminariet og det tilknyttede forskoleseminarium.
27. juni 1916 blev han gift med seminarieforstander Ejler Møllers datter Henny (1896-1971), der fra 1927 også underviste på både seminariet, forskoleseminariet og i børneskolen ved seminariet. En fjerde lærer af familien var Ejler Møllers lillebror, dr.phil. Niels Møller (1885-1958).
I 1937 efterfulgte Alfred Hansen sin svigerfader som forstander for Odense Seminarium og Odense Forskoleseminarium. Da han døde kun 53 år gammel, stod hustruen som ejer af familiens seminarium, og sønnen havde lige påbegyndt et studium, så familiens ven, Harald Smith, der var forstander i Ranum, overtog ledelsen de næste ti år, indtil Henny og Alfred Hansens søn, Per Mogens Hansen, overtog ledelsen i 1954.
Alfred Hansen var medlem af bestyrelsen for Privatseminarieforeningen 1931–1936 samt for Odense Skolesamfund og Naturhistorisk Forening for Fyn.